# Yuyang
Yuyang (en chino, 榆阳; pinyin, Yúyáng) es un distrito urbano bajo la administración directa de la Prefectura Yulin  en la Provincia de Shaanxi, República Popular China.  Su área es de 6809 km² y su población total para 2010 superó los 630 mil habitantes.

## Administración
Desde julio de 2023, el  Distrito Yuyang se divide en 31 pueblos que se administran en 12 subdistritos, 14 poblados y 5 villas étnicas.